# 앨런 화이트 (오아시스 드러머)
앨런 빅터 화이트(영어: Alan White, 1972년 5월 26일~)는 밴드 오아시스에서 드러머로 활동하였다. 1995년 오아시스에 합류하여 일원으로 활동하였으며, 5집 음반인 Heathen Chemistry까지 참여한 후 2004년에 밴드에서 탈퇴하였다.